# Kyllinga planiculmis
Kyllinga planiculmis är en halvgräsart som beskrevs av Charles Baron Clarke och Henri Chermezon. Kyllinga planiculmis ingår i släktet Kyllinga och familjen halvgräs. Inga underarter finns listade i Catalogue of Life.